# Epifýza (část kosti)
Epifýza je koncová část dlouhé kosti, na kterou naléhá metafýza se svou metafyzární chrupavkou (pokud kost roste) nebo bez ní (po zástavě růstu kosti).